# Mato Kosyk

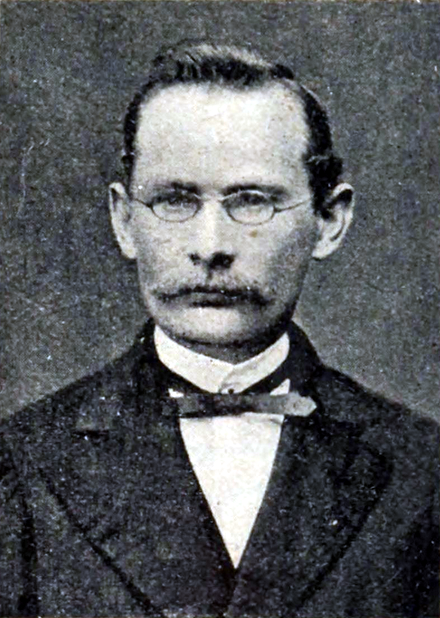
Mato Kosyk (1852–1940)

Mato Kosyk (* 18. Juni 1853 in Werben/Wjerbno; † 22. November 1940 in Albion, Oklahoma) war ein niedersorbischer Dichter.

## Leben

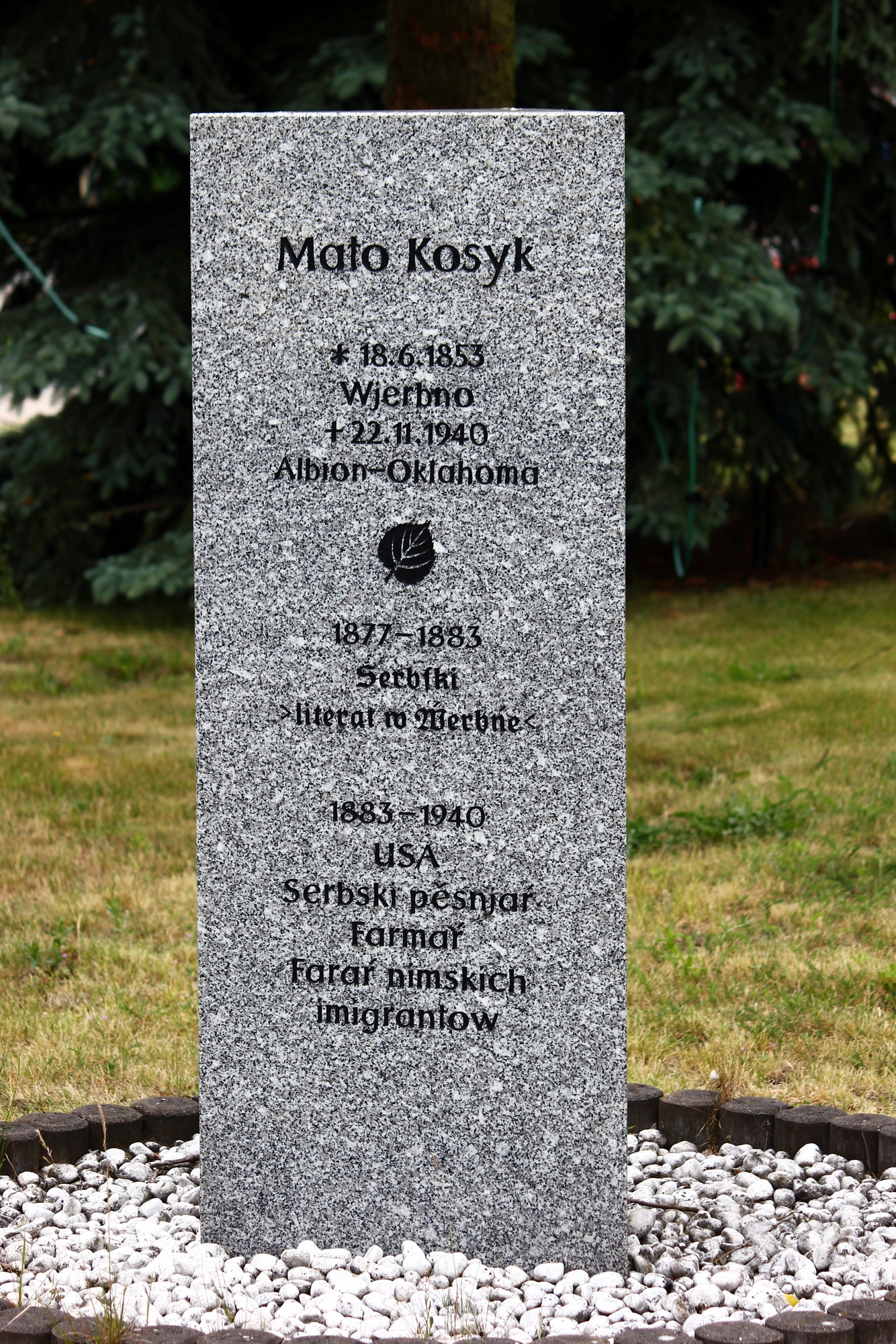
Gedenkstein in Werben

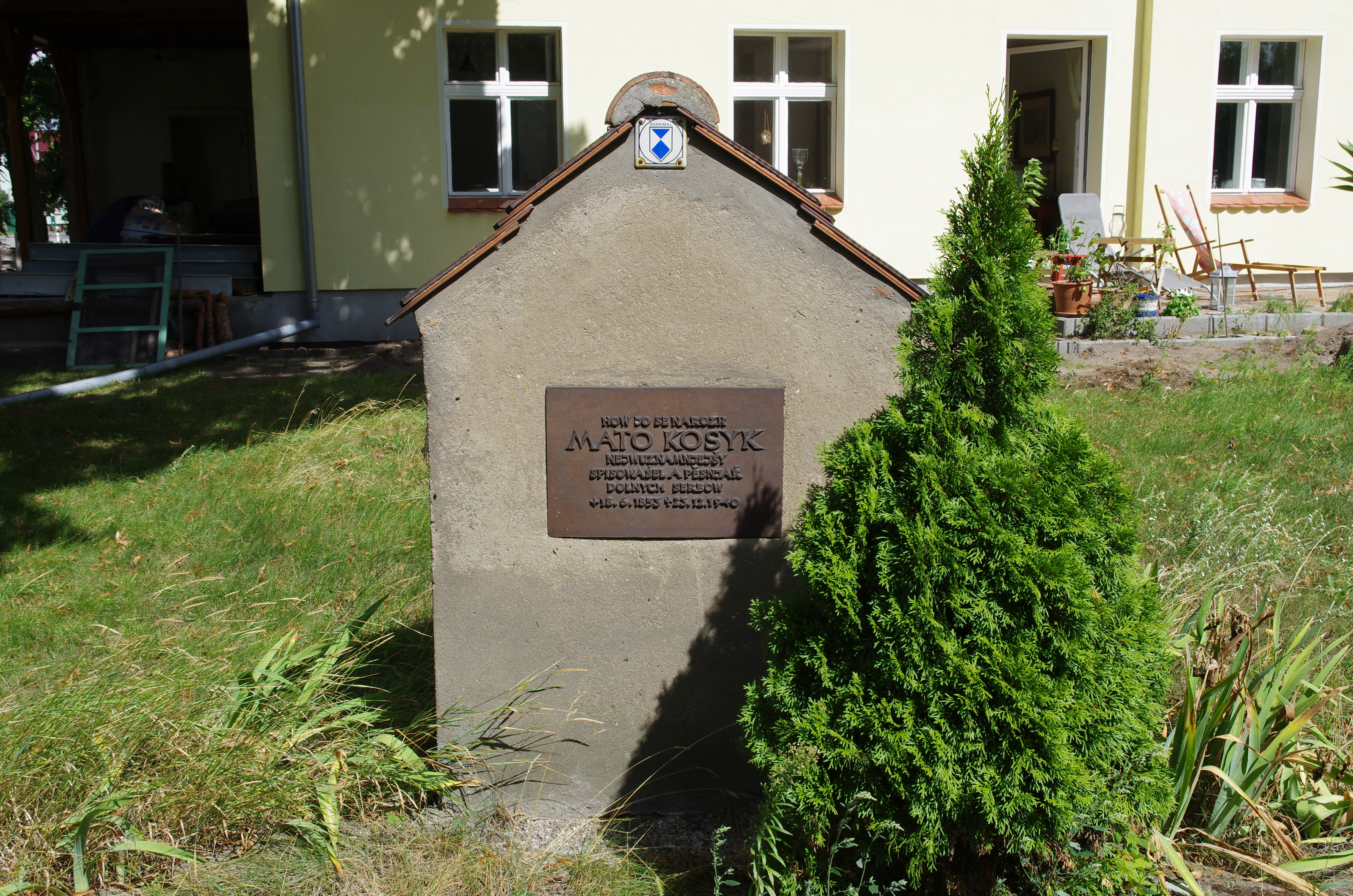
Gedenkstein in Am Anger 5 in Werben

Kosyk stammte aus einer Bauernfamilie und konnte nach Abschluss der Volksschule das Gymnasium besuchen. Dieses verließ er aber 1873 ohne Abitur und nahm eine Stelle bei der Eisenbahn in Leipzig an. In dieser Zeit begann er seine ersten Gedichte zu schreiben. 1877 kehrte er nach Werben zurück und war dort einige Jahre als freier Schriftsteller tätig, ab 1880 auch als Redakteur der niedersorbischen Zeitung Bramborske nowiny. Da er nicht von den Einkünften aus seiner schriftstellerischen Tätigkeit leben und wegen des fehlenden Abiturs nicht, wie er eigentlich beabsichtigte, Theologie studieren konnte, entschloss er sich 1883 zur Auswanderung in die USA. Er studierte zunächst in Springfield, dann in Chicago evangelische Theologie, wurde 1885 ordiniert und erhielt seine erste Pfarrstelle in Wellsburg, Iowa. Im folgenden Jahr kehrte er in die Lausitz zurück und bemühte sich vergeblich, in Deutschland eine Pfarrstelle zu finden. Da die Kirche seine US-amerikanische Ausbildung nicht anerkennen wollte, ließ er sich 1887 endgültig in den Vereinigten Staaten nieder.
Kosyk war dann bis 1913 an verschiedenen deutschsprachigen Pfarrstellen tätig. 1890 heiratete er Anna Wehr aus Hochberg, 1891 wurde sein einziger Sohn Georg (Juro) geboren, der schon 1915 verstarb. Ab 1892 war er wieder in Briefkontakt mit Schriftstellern seiner Heimat, der bis 1898 andauerte, und fing auch wieder an zu schreiben. 1913 kaufte er eine Farm in Albion (Oklahoma), auf der er bis zu seinem Tode lebte, ab 1923 wieder in regem Austausch mit seinen Schriftstellerkollegen in der Lausitz. Nach dem Tod seiner Frau 1929 lebte Kosyk zunächst alleine und heiratete 1938 Wilma Filter, die seit 1935 seine Haushälterin gewesen war. Wilma Kosyk kehrte nach seinem Tod nach Deutschland zurück, der Nachlass ist verloren.
Mato Kosyks Gedichte wurden u. a. ab 1929 in Deutschland verlegt, im Serbski Casnik abgedruckt, herausgegeben von Bogumił Šwjela und illustriert von Fritz Lattke.
Seit 2000 erscheint die von Pětš Janaš und Roland Marti herausgegebene Gesamtausgabe Spise: cełkowny wudawk, von der bis 2012 acht Bände mit knapp 4000 Druckseiten erschienen sind.
Zu Ehren Kosyks wurde die Grundschule in Briesen nach ihm benannt. In Werben erinnert ein Gedenkstein an ihn.